# Cucaita
Cucaita è un comune della Colombia facente parte del dipartimento di Boyacá.
Il centro abitato venne fondato da Juan de los Barrios nel 1556.
Ci è nato l'ex ciclista e dirigente sportivoRafael Antonio Niño.